# Война за Возвышение
«Война за Возвышение» (англ. The Uplift War) — научно-фантастический роман американского писателя Дэвида Брина, изданный в 1987 году, удостоенный в 1988 году премий «Хьюго» и «Локус». Роман завершает первую трилогию цикла «Сага о Возвышении».

## Сюжет
«Старые» расы пяти галактик недовольны успехами молодой расы людей, считая их выскочками. При этом у людей нет расы-патрона, которая могла бы за них заступиться как заведено у галактов. Единственные союзники землян — раса шутников тимбрими. Находка кораблём землян «Стремительный» брошенного флота, предположительно принадлежавшего легендарной расе прародителей, застала всех врасплох. «Старые» расы решили добраться до находки первыми. Одна из самых влиятельных рас в галактике, птицеобразные губру, решила захватить отдалённую колонию Земли — планету Гарт, высадив на ней экспедиционный корпус, чтобы шантажом добиться от землян информации о «Стремительном». В результате большинство людей и разумных шимпанзе, клиентов землян, были подчинены губру. Однако те, кто остались на свободе, организовали настоящую партизанскую войну.

## История создания и продолжения
Роман «Война за Возвышение» не является прямым продолжением предыдущего романа серии, «Звёздный прилив», действие в нём происходит параллельно. Роман практически повторил успех «Звёздного прилива», завоевав несколько премий, включая «Хьюго» и «Локус». Не удалось завоевать лишь третью премию — «Небьюлу».
Спустя восемь лет автор вернулся к циклу, написав вторую трилогию, в которую вошли романы «Риф яркости» (1995 год), «Берег бесконечности» (1996 год) и «Небесные просторы» (1997 год), а также повесть «Искушение» (1999 год). Однако успех романов первой трилогии повторить не удалось.
Роман неоднократно переиздавался на английском языке и был переведён на многие другие языки.

## Награды и номинации
- Премия «Небьюла» за лучший роман: 1987 год (номинация)
- Премия «Хьюго» за лучший роман: 1988 год (победитель)
- Премия «Локус» за лучший научно-фантастический роман: 1988 год (победитель)

## Переводы

### На русском
Впервые на русском языке роман был опубликован в 1995 году в переводе Александра Грузберга. В этом переводе роман переиздавался дважды — в 1998 и 2002 годах.

### Переводы на другие языки
- На испанском: «La rebelión de los pupilos», 1988.
- На итальянском: «I Signori di Garth», 1988.
- На китайском: 提升之战, 2008.
- На литовском: «Išaukštinimo karas», 1996.
- На немецком: «Entwicklungskrieg», 1990.
- На польском: «Wojna wspomaganych», 1994.
- На французском: «Élévation».